# بخش فتح‌گره صاحب
بخش فتح‌گره صاحب (به انگلیسی: Fatehgarh Sahib district) یک بخش در هند است که در پنجاب واقع شده‌است. بخش فتح‌گره صاحب ۶۰۰٬۱۶۳ نفر جمعیت دارد.